# Molsheim
Molsheim (AFI: [mɔlsɛm] oppure [mɔlsajm]; in alsaziano Molse) è un comune francese di 9352 abitanti situato nel dipartimento del Basso Reno nella regione del Grand Est.
I suoi abitanti sono noti come Molsheimiens.
La cittadina è nota per essere la sede storica del fabbricante di automobili sportive Bugatti e della produzione di autoveicoli industriali Mercedes-Benz. Essa ha lo status di sottoprefettura.
Il suo territorio è attraversato dal fiume Bruche.

## Società

### Evoluzione demografica
Abitanti censiti